# Pablo Manzano
Pablo Manzano Arellano (Mascaraque, Toledo, España, 1855 - Toledo, 10 de junio de 1949) fue un pintor costumbrista castellano.

## Biografía
Comenzó sus estudios artísticos en Toledo bajo la dirección de Matías Montero, marchando poco después a la Escuela Especial de Pintura, Escultura y Grabado de San Fernando en Madrid, donde sería discípulo de Federico de Madrazo. Tras terminar sus estudios, en 1881 se instala en Santander para trabajar como profesor en las Escuelas Pías de Villacarriedo, donde pintó el retablo del oratorio de los colegiales y las pechinas de la iglesia. En 1882 comienza a pintar sus primeros cuadros costumbristas para el novelista José María de Pereda, quien escribió en una carta que era el mejor intérprete de sus obras. En esta primera etapa se pueden destacar algunas obras de motivos montañeses como "Los Hombres de Pro" o "La Robla".
En 1885 marcha a Buenos Aires donde permanecería hasta 1891, siendo en estos años cuando realizó buena parte de su obra. Decoró, junto con José Oliva
, el salón del Club Español con temas relativos a la ilustración y la redacción del Correo Español. En 1893 vuelve de nuevo a la Argentina alternando sus trabajos decorativos con la labor de profesor de dibujo en el Colegio Nacional de Buenos Aires. En esta época realiza sus mejores obras, entre las que cabe destacar su cuadro "Indios del Chaco", en la mejor línea del costumbrismo americano.
Nuevamente en España, en 1895, se centraría en el paisaje costumbrista y en el retrato. En 1911 es nombrado restaurador del Museo de Arte Moderno de Madrid, habiendo trabajado un año antes para el ayuntamiento de esta ciudad. En 1943 ingresó en la Academia de Bellas Artes de Toledo.

## Estilo
Catalogados por algunos estudios como pintor cercano al hiperrealismo, preocupado por la corrección en el trazo en sus retratos al pastel, las composiciones decorativas de tema religioso, así como las composiciones pictóricas inspiradas en las obras literarias de Enrique Madrazo. Entre los retratos más atractivos está el de Mesonero Romanos, que se encuentra en el Museo de Historia de Madrid (antiguo Museo Municipal). 